# غلام حسين إلهام
غلام حسين إلهام (الفارسية: غلامحسین الهام؛ مواليد 1959 م) هو سياسي إيراني محافظ وأصولي شغل عدة مناصب خلال فترة الرئيس السابق محمود أحمدي نجاد.

## الحياة المُبكرة
وُلد إلهام في غرب إيران عام 1959 م. حصل على درجة الدكتوراه في علم الإجرام من جامعة تربية مدرس.

## الحياة المهنية
كان إلهام عضوًا في مجلس صيانة الدستور من عام 2003 إلى عام 2008 م، وشغل أيضًا منصب المتحدث باسم المجلس. كما شغل منصب المتحدث باسم الحكومة خلال الفترة الأولى للرئيس السابق محمود أحمدي نجاد.
عُين وزيرًا للعدل بعد وفاة جمال كريمي راد. وظل في منصبه حتى عام 2009 عندما حل محله مرتضى بختياري في المنصب. عمل إلهام ممثلًا لأحمدي نجاد في مجلس الإشراف على إذاعة جمهورية إيران الإسلامية.

## الحياة الشخصية
زوجة إلهام هي فاطمة رجبي، وهي صحفية معروفة بدعمها لمحمود أحمدي نجاد وكذلك انتقاداتها الشديدة للرئيسين السابقين أكبر رفسنجاني ومحمد خاتمي.